# Leskova Bara
Leskova Bara (cyr. Лескова Бара) – wieś w Serbii, w okręgu pczyńskim, w gminie Surdulica. W 2011 roku liczyła 104 mieszkańców.